# Manuel Alejandro Flores
Manuel Alejandro Flores Pérez (nacido el 20 de febrero de 1986, en Chicxulub, Yucatán, México), es un jugador de béisbol profesional. Juega para Venados de Mazatlán en la Liga Mexicana del Pacífico y para los Piratas de Campeche en la Liga Mexicana de Béisbol.

## Carrera profesional
| Club                         | País   | Año             |
| ---------------------------- | ------ | --------------- |
| Leones de Yucatán            | México | 2005 - 2011     |
| Rojos del Águila de Veracruz | México | 2012 - 2017     |
| Tecolotes de los Dos Laredos | México | 2018            |
| Acereros del Norte           | México | 2018 - presente |

## Palmarés

### Campeonatos nacionales
| Título                   | Club                         | País   | Año  |
| ------------------------ | ---------------------------- | ------ | ---- |
| Liga Mexicana de Béisbol | Leones de Yucatán            | México | 2006 |
| Liga Mexicana de Béisbol | Rojos del Águila de Veracruz | México | 2012 |